# Довжки (Шепетівський район)
До́вжки (Должок, Довжок) — село в Україні, у Ганнопільській сільській громаді Шепетівського району Хмельницької області. 
Населення становить 952 особи.

## Географія
Селом протікає річка Безіменна, ліва притока Жарихи.

## Символіка
Затверджена 24 грудня 2019 р. рішенням № 10-47/2019 XLVII сесії сільської ради VII скликання. Автори — В. М. Напиткін, К. М. Богатов, М. І. Медведюк.

### Герб
У червоному щиті срібний покров, над ним срібний розширений хрест, база вишита срібним візерунком. Щит вписаний у декоративний картуш і увінчаний золотою сільською короною. Унизу картуша напис «ДОВЖКИ».
Покров — символ Свято-Покровської церкви; срібний хрест — знак Волині; вишита база — символ давніх традицій вишивки, що існують в селі.

### Прапор
Квадратне червоне полотнище поділене горизонтально на три смуги — червону, вишиту білу і червону — у співвідношенні 3:2:3.

## Історія
Писемні джерела свідчать, що у 1594-1595 роках це село знаходилося у володінні Марії Василівни, вдови Михайла Павловича, з 1599 по 1603 роки село тримали їхні сини Прокіп, Григорій та Шимон Павлович. Згадується село й у «Первинному поборовому реєстрі Острозької волості 1604 року». На 1620 рік Довжок був фільварком.
Село належало колись Острозьким, пізніше перейшло до Яблоновських, їх ганнопільського ключа.
У 1887 році було там 213 домів і 1221 жителів, дерев'яна церква 1720 року. На північ від села, у лісі 200 курганів (на 1887 рік), які називали тут «татарськими». Школа церковно-приходська з 1870 року. У 1834 році село поділене між 15 вірителями на підставі черги представлених документів.
За переписом у 1911 році в Довжках було 1417 жителів, волость, фельдшерський пункт, 2 крамниці і горілчана крамниця. До великої власності належало в 1911 році 244 десятин.
У 1906 році село Довжанської волості Острозького повіту Волинської губернії. Відстань від повітового міста 35 верст. Дворів 234, мешканців 1218.
7 (20) листопада 1917 року, відповідно до Третього Універсалу Української Центральної Ради, увійшло до складу Української Народної Республіки.
Під час Голодомору у селі від голоду померло 13 чоловік.
У в часи СРСР у Довжках знаходилася центральна садиба колгоспу ім. Паризької комуни. Основним напрямом господарства було рільництво і м'ясо-молочне тваринництво,— 1,9 тис. га орної землі.
У 1940 році за успіхи в розвитку тваринництва його занесено до Книги пошани Всесоюзної сільськогосподарської виставки.
Станом на 1970 рік населення села становило 1758 чоловік. Працювала середня школа, будинок культури, бібліотека; діяв фельдшерсько-акушерський пункт, пологовий будинок, швейна майстерня.
У селі за післявоєнні роки споруджено і перебудовано 260 житлових будинків.
За бойові заслуги нагороджено орденами і медалями СРСР 153 жителів села.
12 червня 2020 року, відповідно до розпорядження Кабінету Міністрів України № 727-р «Про визначення адміністративних центрів та затвердження територій територіальних громад Хмельницької області», увійшло до складу Ганнопільської сільської територіальної громади
19 липня 2020 року, в результаті адміністративно-територіальної реформи та ліквідації Славутського району, село увійшло до складу новоутвореного Шепетівського району.

## Населення
Згідно з переписом УРСР 1989 року чисельність наявного населення села становила 1149 осіб, з яких 499 чоловіків та 650 жінок.
За переписом населення України 2001 року в селі мешкали 943 особи.

### Мова
Розподіл населення за рідною мовою за даними перепису 2001 року:
| Мова       | Відсоток |
| ---------- | -------- |
| українська | 99,68 %  |
| російська  | 0,32 %   |

## Археологічні знахідки
На території села знайдені знаряддя праці доби міді (ІІІ тисячоліття до н.е.).

## Відомі люди
- Євген Іванович Кирильчук (нар. 3 жовтня 1940) — український політик. Народний депутат України. Член ВО «Батьківщина», входить до Президії.